# Eupelops halophilus
Eupelops halophilus är en kvalsterart som beskrevs av Pérez-Íñigo 1969. Eupelops halophilus ingår i släktet Eupelops och familjen Phenopelopidae. Inga underarter finns listade i Catalogue of Life.